# 野村康太
野村 康太（のむら こうた、2003年11月30日 - ）は、日本の俳優。東京都出身。研音所属。父は俳優の沢村一樹。身長184センチメートル。

## 経歴
2022年4月、研音に所属。同年7月期読売テレビ・日本テレビ系日曜ドラマ『新・信長公記〜クラスメイトは戦国武将〜』でテレビドラマ初出演し、俳優デビュー。同年10月期は1クールにフジテレビ系木曜劇場『silent』とTBS系よるおびドラマ『差出人は、誰ですか?』の2本の連続ドラマに出演。
2023年9月30日、MEN'S NON-NOモデルオーディションで準グランプリに選ばれた。
2024年2月1日、FODにて配信されたドラマ『パーフェクトプロポーズ』で金子隼也とダブル主演を務め、ドラマ初主演。同年2月9日、映画『身代わり忠臣蔵』で映画初出演。同年10月期MBS・TBS系ドラマイズム『その着せ替え人形は恋をする』で永瀬莉子とダブル主演を務め、地上波ドラマ初主演。
2025年、ドラマ『ディアマイベイビー〜私があなたを支配するまで〜』では松下由樹演じるマネージャーに異常な愛を注がれる新人俳優を演じ、松下との濃厚なキスシーンも披露するなど体当たりの演技を披露した。

## 人物
- 特技はバスケ[1]。

## 受賞歴
2023年
- 第3回 Men's Beauty アワード Beautyスキンケア部門[11]
- MEN'S NON-NOモデルオーディション 準グランプリ[6]

2025年
- 第34回TV LIFE年間ドラマ大賞 新人賞（『夫の家庭を壊すまで』）[12]
- atmos presents SNEAKER BEST DRESSER AWARD 2025 俳優部門[13]

## 出演

### テレビドラマ
- 新・信長公記〜クラスメイトは戦国武将〜（2022年7月24日 - 9月25日、読売テレビ・日本テレビ） - 前田利家 役[3]
- silent（2022年10月6日 - 12月22日、フジテレビ） - 西田圭介 役[4]
- 差出人は、誰ですか?（2022年10月11日 - 12月16日、TBS） - 氏田誠二 役[5][14]
- ホスト相続しちゃいました 第4話・第9話 - 第11話（2023年5月9日・6月13日 - 27日、関西テレビ・フジテレビ） - 夏目瞬 役
- 転職の魔王様 第9話（2023年9月11日、関西テレビ・フジテレビ） - 藤川孝介 役[15]
- SHUT UP（2023年12月4日 - 2024年1月29日、テレビ東京） - 榎本伊月 役[16]
- パーフェクトプロポーズ（2024年2月5日[注釈 1]・4月8日 - 5月13日、フジテレビ / 6月3日 - 7月8日、BSフジ）- 深谷甲斐 役（金子隼也とダブル主演）[注釈 2]
- 好きなオトコと別れたい 第6話・第7話・第9話・第10話（2024年5月9日・16日・30日・6月6日、テレビ東京） - カズマ 役
- あの子の子ども（2024年6月25日 - 9月17日、関西テレビ・フジテレビ） - 川上幸 役[17]
- 夫の家庭を壊すまで（2024年7月8日 - 9月30日、テレビ東京） - 三宅渉 役[18]
- その着せ替え人形は恋をする（2024年10月9日 - 12月11日、MBS・TBS） - 五条新菜 役（永瀬莉子とダブル主演）[注釈 3][9]
- 嘘解きレトリック 第9話（2024年12月2日、フジテレビ） - 本条皐月 役[19]
- クジャクのダンス、誰が見た?（2025年1月24日 - 3月28日、TBS） - 赤沢守 役[20]
- パラレル夫婦 死んだ"僕と妻"の真実（2025年4月1日 - 6月17日、関西テレビ・フジテレビ） - 丸山耕介 役[21]
- ディアマイベイビー〜私があなたを支配するまで〜（2025年4月5日 - 6月21日、テレビ東京） - 森山拓人 役[22]
- 夫よ、死んでくれないか 第2話（2025年4月14日、テレビ東京） - 森山拓人 役（写真出演）
- 大追跡〜警視庁SSBC強行犯係〜（2025年7月9日 - 、テレビ朝日） - 城慎之介 役[23]

### 映画
- 身代わり忠臣蔵（2024年2月9日） - 岡野金右衛門 役[8]
- ただ、あなたを理解したい（2024年2月23日） - 春樹 役[24]
- パーフェクトプロポーズ Dream Edition（2024年10月25日） - 深谷甲斐 役[注釈 2][25]
- 6人ぼっち（2025年5月2日） - 加山糸 役[26]

### 配信ドラマ
- パーフェクトプロポーズ（2024年2月2日 - 3月1日、FOD） - 深谷甲斐 役[注釈 2][7][27]

### CM
- 大阪ガス「ガス温水床暖房」（2025年5月9日 - ）[28]

## 書籍

### 雑誌連載
- MEN'S NON-NO（2023年11月号 - ） - 専属モデル[1]

### 写真集
- 野村康太 1st写真集（2025年10月24日発売予定、講談社）ISBN 978-4-0654-0770-7[29]